# Frank Beermann
Frank Beermann (* 13. März 1965 in Hagen) ist ein deutscher Dirigent.

## Leben
Frank Beermann studierte an der Hochschule für Musik Detmold. Danach war er als Kapellmeister am Staatstheater Darmstadt und am Theater Freiburg tätig.
Von 1997 bis 2002 hatte er einen Residenzvertrag mit der Hamburgischen Staatsoper und war darüber hinaus als Gast an der Deutschen Oper Berlin, der Königlichen Oper Stockholm, der Oper Bonn und der Oper in Marseille tätig.
Nach der erfolgreichen Aufführung von Gaetano Donizettis Anna Bolena in Hamburg setzte er einen Schwerpunkt beim italienischen Belcanto und leitete an der Oper Leipzig zwischen 2002 und 2005 einen Belcanto-Zyklus.
2006 nahm Beermann mit den Bamberger Symphonikern und dem Pianisten Matthias Kirschnereit sämtliche Mozart-Klavierkonzerte auf. Er spielte in diesem Jahr außerdem die Sinfonien 1, 2 und 5 von Emil Nikolaus von Reznicek mit dem Brandenburgischen Staatsorchester Frankfurt und dem Berner Symphonieorchester ein. In dieser Zeit konnte Beermann die seit 2000 bestehende Zusammenarbeit mit den CD-Labels cpo und Arte Nova weiter ausbauen.

### Generalmusikdirektor in Chemnitz (2007–2016)
2007 wurde er von Generalintendant Bernhard Helmich zum Generalmusikdirektor der Robert-Schumann-Philharmonie ernannt. Seine Arbeit setzte Beermann auch nach 2013 unter Helmichs Nachfolger Christoph Dietrich bis zum Ende der Spielzeit 2015/2016 fort.

#### Opern
Für die Chemnitzer Oper brachte Beermann, hauptsächlich während der Intendanz von Bernhard Helmich, zahlreiche eher selten gespielte bzw. in Vergessenheit geratene Werke sowie zahlreiche Erstaufführungen mit auf die Bühne. Bereits in der Spielzeit 2005/2006 entstand unter Beermanns musikalischer Leitung eine Aufführung von Prokofjews Oper Die Liebe zu den drei Orangen (Regie: Dietrich Hilsdorf), die mit dem Deutschen Theaterpreis „Der Faust“ ausgezeichnet wurde.
2007/2008 folgte Giacomo Puccinis Oper Manon Lescaut, die von Arthaus Musik auf DVD veröffentlicht wurde, und Otto Nicolais Oper Il templario, der überarbeiteten Fassung von Die Templer.
Die Oper Love And Other Demons von Peter Eötvös wurde in der Spielzeit 2008/2009 erstmals in Deutschland aufgeführt (Regie: Dietrich Hilsdorf); ebenso die Hans-Pfitzner-Oper Die Rose vom Liebesgarten (Regie: Jürgen Weber).
In der darauffolgenden Spielzeit (2009/2010) folgte eine Inszenierung von Franz Schrekers Oper Der Schmied von Gent (Regie: Ansgar Weigner).
2010/2011 wurde Rezniceks Oper Benzin (Regie: Martin Duncan) uraufgeführt und mit der Oper Die Heimkehr des Verbannten (Regie: Philipp Kochheim) kam ein weiteres eher selten gespieltes Werk von Otto Nicolai auf die Chemnitzer Bühne.
In der darauffolgenden Spielzeit folgte Richard Strauss’ Oper Die schweigsame Frau (Regie: Gerd Heinz), die aufgrund ihres Erfolges nachträglich für die Veröffentlichung auf CD aufgenommen wurde.
2012/2013 folgte schließlich die Erstaufführung der revidierten Fassung von Giacomo Meyerbeers Oper Vasco de Gama (Regie: Jakob Peters-Messer), die mit dem ECHO Klassik ausgezeichnet wurde und deutschlandweite Beachtung fand. Außerdem wurde Torsten Raschs Oper Die Herzogin von Malfi (Regie: Dietrich Hilsdorf) erstmals in Deutschland aufgeführt.
Die Aufführungen, die in diesen sechs Jahren ihre Premiere in Chemnitz erlebten, wurden alle von Deutschlandradio Kultur bzw. MDR Figaro übertragen und größtenteils bei cpo auf CD veröffentlicht.
Nach der Übernahme der Intendanz durch Christoph Dittrich folgte 2013/2014 die Oper Le Grand Macabre von György Ligeti (Regie: Walter Sutcliffe) – mit einem Bühnenbild von Georg Baselitz – sowie in Beermanns letzter Spielzeit (2015/2016) Erich Wolfgang Korngolds Oper Die tote Stadt.

#### Konzerte und Aufnahmen
In Chemnitz spielte er – erneut in Zusammenarbeit mit Matthias Kirschnereit – sämtliche Klavierkonzerte Felix Mendelssohn Bartholdys ein, darunter die Weltersteinspielung des rekonstruierten e-Moll-Konzerts. Für diese CD-Einspielung erhielt Beermann 2009 den Musikpreis ECHO Klassik.
Beermann spielte mit der Robert-Schumann-Philharmonie außerdem zahlreiche Werke Robert Schumanns ein, darunter sämtliche Sinfonien, inklusive der selten gespielten Zwickauer Sinfonie, sowie in Zusammenarbeit mit Ulf Wallin sämtliche Werke für Violine und Orchester. Eine CD widmet sich dem Werk Hermann Hans Wetzlers. Er spielte außerdem die noch fehlenden Sinfonie 3 und 4 von Reznicek ein.
2011 und 2013 leitete Beermann die Uraufführungen von Torsten Raschs Wouivres – Four pieces of orchestra und Das Haus der Temperamente. 2013 dirigierte Beermann außerdem die Uraufführung des Requiem für Soli, Chor und Orchester von Bruno Maderna.
2011/2012 wurden von Beermann unter dem Titel Begegnungen mit Beethoven alle neun Sinfonien von Ludwig van Beethoven innerhalb von zwei Wochen an unterschiedlichen Plätzen in Chemnitz aufgeführt, um neue Konzertbesucher zu locken. Mit diesem Programm gastierte die Robert-Schumann-Philharmonie unter seiner Leitung anschließend beim Klassiksommer in Hamm. 2014/2015 wurde das Projekt mit den Sinfonien Franz Schuberts fortgesetzt.

### Arbeit als freischaffender Dirigent ab 2016
Nach seinem Abschied aus Chemnitz konzertierte Beermann unter anderem mit dem Orchestre de Chambre de Lausanne und der Nordwestdeutschen Philharmonie mit Werken von Miaskovsky, Schostakowitsch, Schumann, Strawinsky und Tschaikowski.
Zwischen 2015 und 2018 erarbeitete Beermann in Minden jeweils einen Teil von Richard Wagners Der Ring des Nibelungen (Das Rheingold (2015), Die Walküre (2016), Siegfried (2017) und Götterdämmerung (2018)) mit der Nordwestdeutschen Philharmonie. 2019 folgt die Aufführung der kompletten Tetralogie.
2017 konzertierte er erneut mehrfach mit der Nordwestdeutschen Philharmonie. Beermann leitete u. a. mehrere Konzerte des „KlassikSommers“ in Hamm. Neben Werken von Smetana und Dvořák dirigierte er Mozarts Konzert für Fagott und Orchester mit den Solisten Rie Koyama (Fagott) und Matthias Kirschnereit (Klavier) sowie der Deutschen Kammerakademie Neuss. Er führte auch Carl Orffs Carmina Burana auf. Er leitete außerdem Tschaikowskis Pique Dame an der Oper Stuttgart und dirigierte auf dem Three Choirs Festival das Philharmonia Orchestra mit Werken von Richard Strauss, Torsten Rasch und Leoš Janáček.
2018 dirigierte er mehrfach im Aalto-Theater in Essen Heinrich Marschners romantische Oper Hans Heiling.
Seit 2020 arbeitet er mit dem Opera national du Capitole de Toulouse und dem Orchestre national du Capitole de Toulouse zusammen. Nach Parsifal folgten im Theatre du Capitole Produktionen von Elektra, Die Zauberflöte, Rusalka, Tristan und Isolde, 2024 Die Frau ohne Schatten. Im Konzert dirigierte er u. a. Bruckners 7. Sinfonie und das Klavierquartett g-Moll von Johannes Brahms in der Orchestrierung von Arnold Schönberg.

## Einspielungen (Auswahl)

### Konzerte und Sinfonien
- Fesca: Sinfonie Nr. 1; NDR Radiophilharmonie, cpo, 2002.
- Fesca: Sinfonien Nr. 2 und Nr. 3; NDR Radiophilharmonie, cpo, 2001.
- Goldmark: Sinfonie Nr. 1 „Ländliche Hochzeit“; Robert-Schumann-Philharmonie, 2016.
- Haydn, Michael: Sinfonien Nr. 14, 17, 19, 24, 29, 33, 40 und 41; Deutsche Kammerakademie Neuss, cpo, 2010.
- de Bériot: Violin Concertos; Laurent Albrecht Breuninger, Nordwestdeutsche Philharmonie, cpo, 2006.
- Kallstenius: Sinfonie Nr. 1, Sinfonietta Nr. 2, Musica Sinfonica; Helsingborger Symphonieorchester, cpo, 2014.
- Mendelssohn Bartholdy: Klavierkonzerte; Matthias Kirschnereit, Robert-Schumann-Philharmonie, Arte Nova, 2009.
- Mozart, W.A.: Klavierkonzerte; Matthias Kirschnereit, Bamberger Symphoniker, Arte Nova, 2006.
- Rudorff: Sinfonie Nr. 3, Variationen op. 24; Bochumer Symphoniker, cpo, 2011.
- Schumann: Die Sinfonien; Robert-Schumann-Philharmonie, cpo, 2010.
- Schumann: Symphonische Werke; Robert-Schumann-Philharmonie, cpo, 2011.
- Schumann: Sämtliche Werke für Violine und Orchester; Ulf Wallin, Robert-Schumann-Philharmonie, BIS, 2011.
- Sinding: Suiten, Legend, Romance; Andrej Bielow, NDR Radiophilharmonie, cpo, 2011.
- von Herzogenberg: Sinfonien Nr. 1 und Nr. 2; NDR Radiophilharmonie, cpo, 2004.
- von Herzogenberg: Violinenkonzert A-Dur; Ulf Wallin, Deutsche Radio Philharmonie Saarbrücken Kaiserslautern, cpo, 2007.
- von Reznicek: Sinfonie Nr. 1, Vier Bet- und Bußgesänge; Marina Prudenskaya, Brandenburgisches Staatsorchester Frankfurt (Oder), cpo 2006.
- von Reznicek: Sinfonien Nr. 2 und Nr. 5; Berner Symphonieorchester, cpo, 2004.
- von Reznicek: Sinfonien Nr. 3 und Nr. 4; Robert-Schumann-Philharmonie, cpo, 2014.
- Wetzler: Orchesterwerke; Robert-Schumann-Philharmonie, cpo, 2008.

### Opern und Operetten, Requiem
- Lehár: Die blaue Mazur; Johanna Stojkovic, Julia Bauer, Johan Weigel, Jan Kobow, Hans Christoph Begemann, Kammerchor der Singakademie Frankfurt, Brandenburgisches Staatsorchester Frankfurt (Oder), cpo, 2007.
- Maderna: Requiem; Diana Tomsche, Kathrin Göring, Bernhard Berchtold, Renatus Meszar, MDR-Rundfunkchor Leipzig, Robert-Schumann-Philharmonie, Capriccio, 2013.
- Meyerbeer: Vasco de Gama, Bernard Berchtold, Claudia Sorokina, Pierre-Yves Pruvot, Guibee Yang, Kouta Räsänen, Rolf Broman, Chor der Oper Chemnitz, Robert-Schumann-Philharmonie, cpo, 2014.
- Nicolai: Die Heimkehr des Verbannten; Julia Bauer, Hans Christoph Begemann, Bernhard Bechtold, Tiina Penttinen, Chor der Oper Chemnitz, Robert-Schumann-Philharmonie, cpo, 2016.
- Nicolai: Il templario; Kouta Räsänen, Stanley Jackson, Judith Kuhn, Andreas Kindschuh, Hans Christoph Begemann, André Riemer, Tiina Penttinen, Chor der Oper Chemnitz, Robert-Schumann-Philharmonie, cpo, 2009.
- Puccini: Manon Lescaut; Astrid Weber, Heiko Trinsinger, Zurab Zurabishvili, Kouta Räsänen, Edward Randall, Martin Gäbler, Tiina Penttinen, Jürgen Mutze, Matthias Winter, Arthaus Musik, 2008.
- Schreker: Der Schmied von Gent; Oliver Zwarg, Undine Dreißig, André Riemer, Edward Randall, Martin Gäbler, Judith Kuhn, Viktor Sawaley, Chor der Oper Chemnitz, Robert-Schumann-Philharmonie, cpo, 2012.
- Strauss, R.: Die schweigsame Frau; Franz Hawlata, Monika Straube, Andreas Kindschuh, Bernard Berchtold, Julia Bauer, Guibee Yang, Tiina Penttinen, Matthias Winter, Kouta Räsänen, Martin Gäbler, Chor der Oper Chemnitz, Robert-Schumann-Philharmonie, cpo, 2013.